# Dietrich Wildung
Dietrich Hermann Wildung (* 17. Juni 1941 in Kaufbeuren) ist ein deutscher Ägyptologe. Er war von 1975 bis 1988 Direktor der Staatlichen Sammlung Ägyptischer Kunst in München und von 1989 bis 2009 Direktor des Ägyptischen Museums Berlin.

## Leben
Dietrich Wildung studierte Ägyptologie, Klassische Archäologie sowie Alte Geschichte an der Universität München sowie in Paris. 1967 erfolgte die Promotion mit einer Dissertation zum Geschichtsbewusstsein im Alten Ägypten: Die Rolle ägyptischer Könige im Bewußtsein ihrer Nachwelt. Posthume Quellen über die Könige der ersten vier Dynastien. Er arbeitete zwischen 1968 und 1974 zunächst als wissenschaftlicher Assistent am Institut für Ägyptologie der Universität München, nach der Habilitation 1972 zum Thema Imhotep und Amenhotep. Gottwerdung im Alten Ägypten als Privatdozent. 1975 wurde Wildung erster hauptamtlicher Direktor der Staatlichen Sammlung Ägyptischer Kunst München und blieb in dieser Position bis 1988. Zusätzlich wurde Wildung 1979 außerplanmäßiger Professor an der Universität München. 
1989 wechselte er in Nachfolge von Jürgen Settgast auf den Posten des Direktors des West-Berliner Ägyptischen Museums in Berlin-Charlottenburg und wurde Honorarprofessor an der Freien Universität Berlin. Von 1990 bis 2000 bildete er gemeinsam mit dem Direktor des Ost-Berliner Ägyptischen Museums Karl-Heinz Priese bis zu dessen Pensionierung eine Doppelspitze auf der Position des Museumsleiters, danach leitete er das wiedervereinte Museum allein. In dieser Zeit zog das Museum 2005 von Charlottenburg zurück auf die Museumsinsel. Zum Juli 2009 ging Dietrich Wildung in den Ruhestand, seine Nachfolgerin als Museumsdirektorin in Berlin wurde Friederike Seyfried.
Seit 1978 leitet Wildung die Münchner „Ostdelta-Grabung“, seit 1995 ein Grabungsprojekt im sudanesischen Naqa. Von 1976 bis 1989 war er Vizepräsident, von 1992 bis 1996 Präsident des Internationalen Ägyptologen-Verbandes (IAE). Wildung ist Träger des Bundesverdienstkreuzes am Bande, des Ordens der Beiden Nile des Sudans und Chevalier de l'Ordre des Arts et des Lettres in Frankreich sowie ordentliches Mitglied des Deutschen Archäologischen Instituts. Wildung erreichte bundesweites Aufsehen, als er im September 2007 in den Medien herbe Kritik an der Ausstellung der Reiss-Engelhorn-Museen in Mannheim „Mumien – der Traum vom ewigen Leben“ übte und diese als „Mumienpornografie“ bezeichnete. Dieser Begriff wurde daraufhin zum Unwort des Jahres vorgeschlagen.
Wildung ist – häufig in Verbindung mit anderen Ägyptologen und Altertumswissenschaftlern – ein sehr produktiver Autor wissenschaftlicher und didaktischer Literatur auf seinem Fachgebiet. Er war federführend an mehreren großen ägyptologischen Ausstellungen beteiligt. Er ist einer der Vizepräsidenten der Deutsch-Arabischen Freundschaftsgesellschaft.
Wildung ist mit der Ägyptologin Sylvia Schoske verheiratet, die bis zu ihrem Ruhestand 2021 seine Nachfolgerin als Direktorin des Münchener Museums Ägyptischer Kunst war.

## Schriften
- mit Günter Grimm: Götter und Pharaonen. von Zabern, Mainz 1979, ISBN 3-8053-0422-6 (Katalog).
- mit Max Hirmer: Tutanchamun. Piper, München / Zürich 1980, ISBN 3-492-02549-8 (Katalog).
- Ägypten vor den Pyramiden. Münchner Ausgrabungen in Ägypten. von Zabern, Mainz 1981, ISBN 3-8053-0523-0.
- Die Kunst des Alten Ägypten. Herder, Freiburg u. a. 1988, ISBN 3-451-21301-X.
- Ägyptische Kunst (= Die großen Kulturen der Welt.) Wissenschaftliche Buchgesellschaft, Darmstadt 1989.
- mit Sylvia Schoske: Kleopatra. Ägypten um die Zeitenwende. von Zabern, Mainz 1989, ISBN 3-8053-1014-5 (Katalog).
- mit Sylvia Schoske: Gott und Götter im Alten Ägypten. von Zabern, Mainz 1992, ISBN 3-8053-1409-4 (Katalog).
- mit Josephine Kuckertz: Sudan. Antike Königreiche am Nil. Wasmuth, Tübingen 1996, ISBN 3-8030-3084-6 (Katalog).
- mit Alfred Grimm und Sylvia Schoske: Pharao. Kunst und Herrschaft im Alten Ägypten. Klinkhardt & Biermann, München 1997, ISBN 3-7814-0413-7 (Katalog).
- Herausgeber: Ägypten 2000 v. Chr. Die Geburt des Individuums. Hirmer, München 2000, ISBN 3-7774-8540-3 (Katalog).
- Ägyptisches Museum und Papyrussammlung Berlin. Prestel, München u. a. 2005, ISBN 3-7913-3510-3.
- Ägypten. Von der prähistorischen Zeit bis zu den Römern. Taschen, Köln 2004, ISBN 3-8228-3610-9.
- mit Karla Kroeper: Naga – Royal City of Ancient Sudan. Staatliche Museen zu Berlin – Stiftung Preußischer Kulturbesitz, Berlin 2006, ISBN 3-88609-558-4.
- Die Büste der Nofretete. Ägyptisches Museum und Papyrussammlung, Berlin. Vernissage-Verlag, Heidelberg 2009.
- Die vielen Gesichter der Nofretete. Hatje Cantz Verlag, Ostfildern 2012, Deutsch/Arabisch: ISBN 978-3-7757-3484-4; Englisch/Arabisch: ISBN 978-3-7757-3485-1; Französisch/Arabisch: ISBN 978-3-7757-3551-3.